# 길은 멀어도
"길은 멀어도"는 1960년 공개된 대한민국의 영화이다.

## 배역
- 최무룡
- 김지미
- 양미희
- 김승호
- 황정순
- 최남현
- 장동휘
- 장민호
- 주선태
- 김칠성
- 방수일
- 이대엽
- 석금성
- 정연자
- 최승이
- 변기종